# Otto Kiep

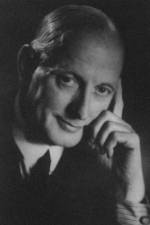
Otto Kiep

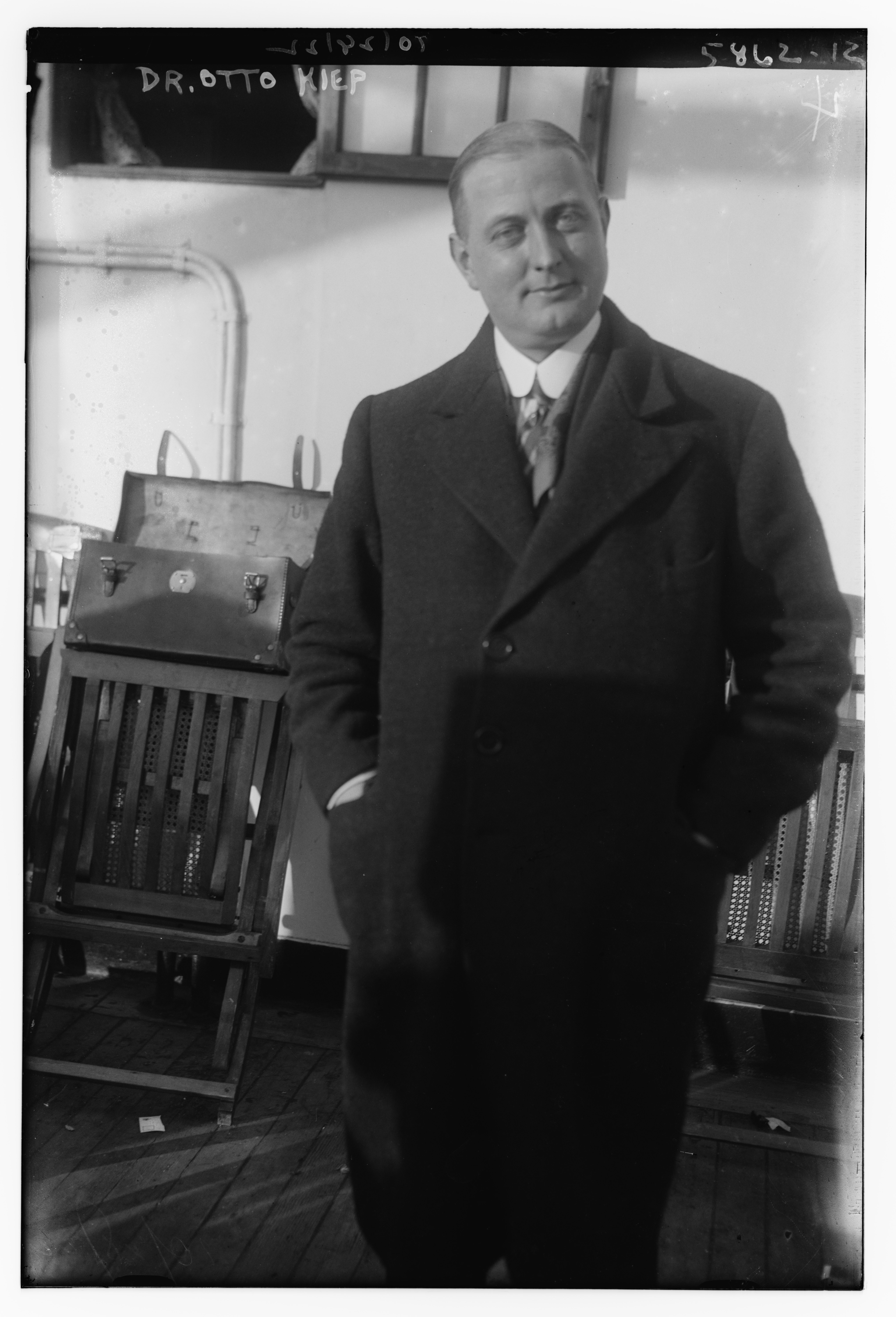
Otto Kiep (1922)

Otto Carl Kiep (* 7. Juli 1886 in Saltcoats, Schottland; † 26. August 1944 in Berlin-Plötzensee) war ein deutscher Diplomat und im Widerstand gegen den Nationalsozialismus aktiv.

## Leben

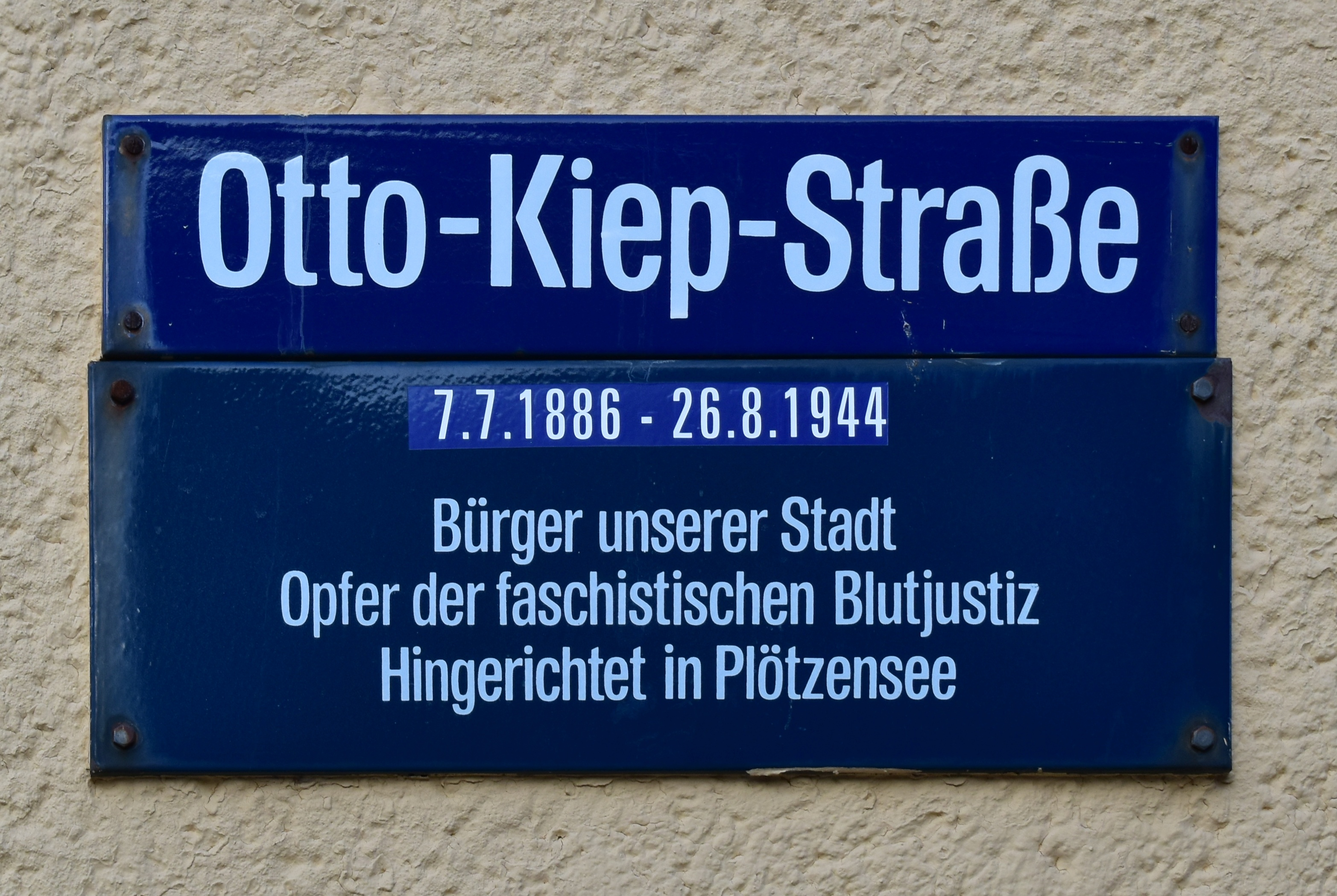
Straßenschild in Ballenstedt

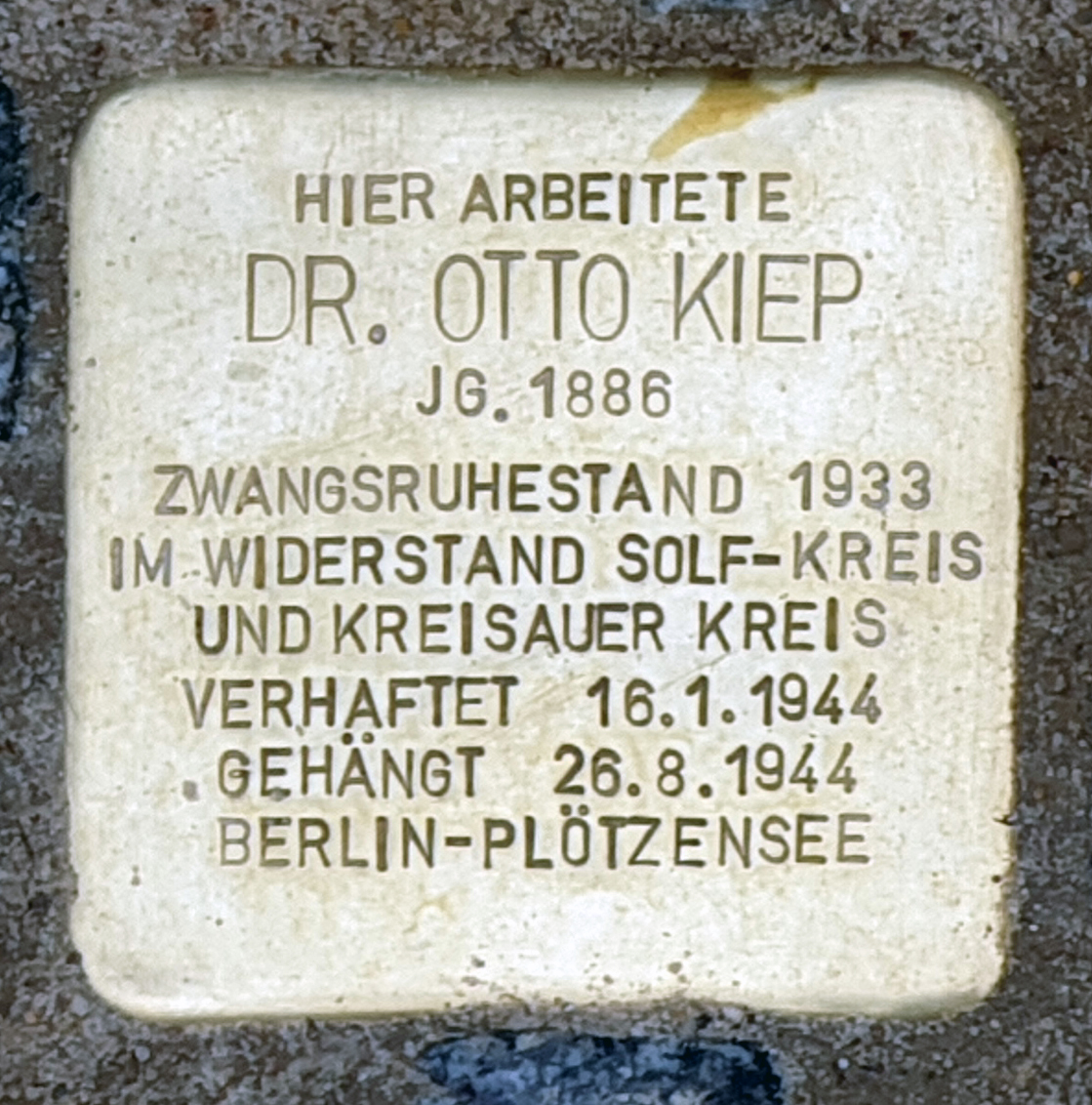
Stolperstein am Haus, Wilhelmstraße 92, in Berlin-Mitte

Er war ein Sohn des Holzimporteurs Johann Nikolaus „Johannes“ Kiep, der aus Hamburg stammte, aber jahrzehntelang in Glasgow lebte und dort zeitweilig Honorarkonsul des Deutschen Reichs war. Seine Mutter Charlotte Kiep (geb. Rottenburg) war die Tochter des Kaufmanns Franz Napoleon von Rottenburg und Schwester des Chefs der Reichskanzlei und Bismarck-Vertrauten Franz Johannes von Rottenburg, die aber als Pflegetochter bei ihrem Glasgower Onkel, dem Chemikalienhändler Louis Leisler, aufgewachsen war. Seine Kindheit verbrachte er mit seinen drei Brüdern und seiner Schwester in Glasgow. Der Unternehmer Louis Leisler Kiep war sein älterer Bruder und der Politiker Walther Leisler Kiep sein Neffe. Obwohl die Kinder ab Geburt britische Staatsangehörige waren (und auch der Vater sich hatte einbürgern lassen) wurden sie in einem deutschnationalen Geist erzogen. Laut Kieps Memoiren wurden sie „immer wieder daran erinnert, daß wir Deutsche seien und unser deutsches Vaterland vor dem englischen lieben müßten […] So wurden wir alle zu deutschen Nationalisten erzogen und haben durch manche Kämpfe auf dem Schulhof unser Deutschtum mannhaft behauptet.“
Bis zur Konfirmation (Ostern 1900) besuchte er die Hillhead High School in Glasgow, dann wechselte er nach Deutschland auf das Gymnasium in der Klosterschule Ilfeld, wo er Mitglied der Schülerverbindung Zechonia war. Nach dem Abitur, das er 1905 ablegte, studierte Otto Kiep Rechtswissenschaften in Berlin, München und Kiel, nach sechs Semestern legte er 1908 das erste Staatsexamen ab und trat er als Referendar in die preußische Justiz ein. Kiep wurde 1909 an der Universität Leipzig zum Dr. jur. promoviert. Seinen Wehrdienst leistete er als Einjährig-Freiwilliger beim Oldenburgischen Dragoner-Regiment Nr. 19. Parallel zum Referendariat studierte er als Externer an der Universität London englisches Recht und schloss 1912 als Bachelor of Law ab. 1913 wurde er zum Leutnant der Reserve ernannt. Am Ersten Weltkrieg nahm er als Offizier im X. Reserve-Korps teil, während eines Heimaturlaubs legte er Anfang 1915 das Assessorexamen ab.
Nach Kriegsende trat Kiep Anfang 1919 als Beamter in das Auswärtiges Amt des Deutschen Reichs ein. Als Experte für englisches Recht gehörte er unter Außenminister Ulrich von Brockdorff-Rantzau der Friedensdelegation in Versailles an. Von 1920 bis 1921 war er Legationssekretär bei der Gesandtschaft Den Haag und danach bis 1923 bei der deutsch-amerikanischen Kriegsschäden-Kommission in Washington tätig. Von 1923 bis 1926 war Kiep im Rang eines Ministerialrates Referent für Wirtschaft und Finanzen in der Reichskanzlei. Am 16. Januar 1925 wurde er Pressechef der Reichsregierung Hans Luther im Amt eines Ministerialdirektors. Von 1927 bis 1930 gehörte Kiep der Deutschen Volkspartei (DVP) an. Otto Kiep gehörte von 1926 bis 1931 der Deutschen Botschaft in Washington, D.C. als Botschaftsrat an und war von 1931 bis 1933 Generalkonsul 1. Klasse in New York.
Nachdem er im März 1933 an einem Bankett zu Ehren von Albert Einstein teilgenommen hatte, verlangten die Nationalsozialisten seine Ablösung. Kiep ließ sich im August 1933 in den einstweiligen Ruhestand versetzen, leitete aber als Gesandter in den folgenden Jahren im Auftrag des Auswärtigen Amts unter anderem verschiedene Wirtschaftsverhandlungen in Südamerika und Ostasien. Am 26. August 1937 beantragte er die Aufnahme in die NSDAP und wurde zum 1. Dezember desselben Jahres aufgenommen (Mitgliedsnummer 4.789.468). Von 1937 bis 1939 nahm Kiep als 1. Deutscher Vertreter am Londoner Nichteinmischungsausschuss für Spanien teil.
Im Zweiten Weltkrieg war er als Major d. R. Referent im Amt Ausland/Abwehr des Oberkommando der Wehrmacht. Otto Kiep knüpfte später Verbindungen zu Widerstandskreisen, zum Solf-Kreis um Hanna Solf und zum Kreisauer Kreis um Helmuth James Graf von Moltke. Moltke warnte Kiep vor einem in den Solf-Kreis eingeschleusten Gestapo-Spitzel. Diese Warnung zog die gleichzeitige Verhaftung Moltkes nach sich; Kiep wurde am 16. Januar 1944 festgenommen. Kiep wurde vom Volksgerichtshof unter Roland Freisler am Hauptverhandlungstag, dem 1. Juli 1944, zum Tode verurteilt und am 26. August 1944 in Plötzensee gehängt.  Von den Verschwörern des Attentats vom 20. Juli 1944 war Kiep auf den Listen des Schattenkabinetts Beck/Goerdeler im Fall eines gelungenen Putsches als Reichspressechef vorgesehen.
Otto C. Kiep war verheiratet mit der nachmaligen Diplomatin Hanna Kiep, geborene Alves, die im Januar 1944 ebenfalls verhaftet wurde und ein halbes Jahr im KZ Ravensbrück inhaftiert war. Die beiden hatten zwei Töchter und einen Sohn. Seine Tochter Hanna Clements (1933–2020) und deren Mann, der Autor Bruce Clements, haben mehrere biographische Werke über Kiep publiziert.
In der anhaltischen Kleinstadt Ballenstedt, wo Kieps Eltern nach ihrer Rückkehr nach Deutschland lebten, ist eine Straße nach ihm benannt.
Am 5. November 2021 wurde vor dem ehemaligen deutschen Außenministerium, Berlin-Mitte, Wilhelmstraße 92, ein Stolperstein für ihn verlegt.